# Karl Bette
Pour les articles homonymes, voir Bette.
Karl Bette, né le 29 novembre 1916 à Cologne et décédé le 9 mai 2006 à Schlehdorf, est un compositeur allemand de musique de film, d'opérette et de musique populaire. D'abord éditeur de musique à Cologne et Berlin, après la Seconde Guerre mondiale, il travaille principalement comme compositeur de films en Bavière.

## Œuvres principales
| Opérettes - Wela-Mädchen (1943) avec les chansons Du bist die Frau meiner Träume, Abschiedsduett, Immer wenn ich fern Dir bin, Seit heute..., Kuss-Duett, Wien, du Stadt meines Lebens, Donna!. Lieder - Fahr kleines Schifflein - Mit einer Braut allein - Kleines Mädchen von Hawaii (1938) - Mich hat der Frühling wachgeküßt (1943) - Du allein, Du allein, Du allein (1943) - 14 Tage ohne Deine Liebe (1943) - Du bist noch zu klein (1943) - Traum-Serenade (1943) - Fahr kleines Schifflein (1943) - Bitte bitte lieber Geiger (1943) - Lieselein (1943) - Rose-Marie (1943) - Zum Abschied reich ich Dir die Hände (1943) - Ich wünsche mir einen schlaflosen Abend (1955) - Wer einmal nur in München war (1974) - Wo der Wildbach rauscht (1983) | Musique de film - Ein Edelweiß vom Königssee (1955) - Zwei Herzen und ein Thron (1955) - In Hamburg sind die Nächte lang (1956) - Der Glockengießer von Tirol (1956) - Die Zwillinge vom Zillertal (1957) - Gruß und Kuß vom Tegernsee (1957) - Mit Rosen fängt die Liebe an (1957, Titellied) - Hab’ ein Schloß tief im Wald (1958) - Sehnsucht hat mich verführt (1959) - Serenade einer großen Liebe (1959) - Der Frosch mit der Maske (1959) - Die Insel der Amazonen (1960) - Flitterwochen in der Hölle (1960) - Ein Toter hing im Netz (1960) - Das Mädchen mit den schmalen Hüften (1961) - Erzähl mir nichts (1964) - Liebesgrüße aus Meran (1964) - Liebesjagd durch 7 Betten (1973) - Oktoberfest! Da kann man fest! (1973) |